# DD戰車
DD戰車（DD原意是指「複合驅動」（Duplex Drive），亦暱稱為唐老鴨戰車（Donald Duck））是英軍在第二次世界大戰中使用的兩棲戰車。一般來說，DD戰車是指配有漂浮用氣墊的M4雪曼戰車，該種戰車是盟軍在諾曼底登陸後的主力中戰車，另外瓦倫丁戰車也有改裝版兩棲戰車型，亦稱為DD戰車。
DD戰車有著相當多樣的衍生型，各有不同的功能（有點類似今天的工兵裝甲車輛），與霍巴特滑稽坦克一同對盟軍反攻西歐的任務幫助甚多。

## 資料來源
1. ↑  .   [2011-06-18]. （原始内容存档于2011-07-26）.